# أيمير ماكبرايد
أيمير ماكبرايد (بالإنجليزية: Eimear McBride) (1976، ليفربول في المملكة المتحدة)؛ كاتِبة وروائية أيرلندية.